# Quartier italien
Koordinaten: 49° 28′ 26,1″ N, 6° 4′ 42″ O

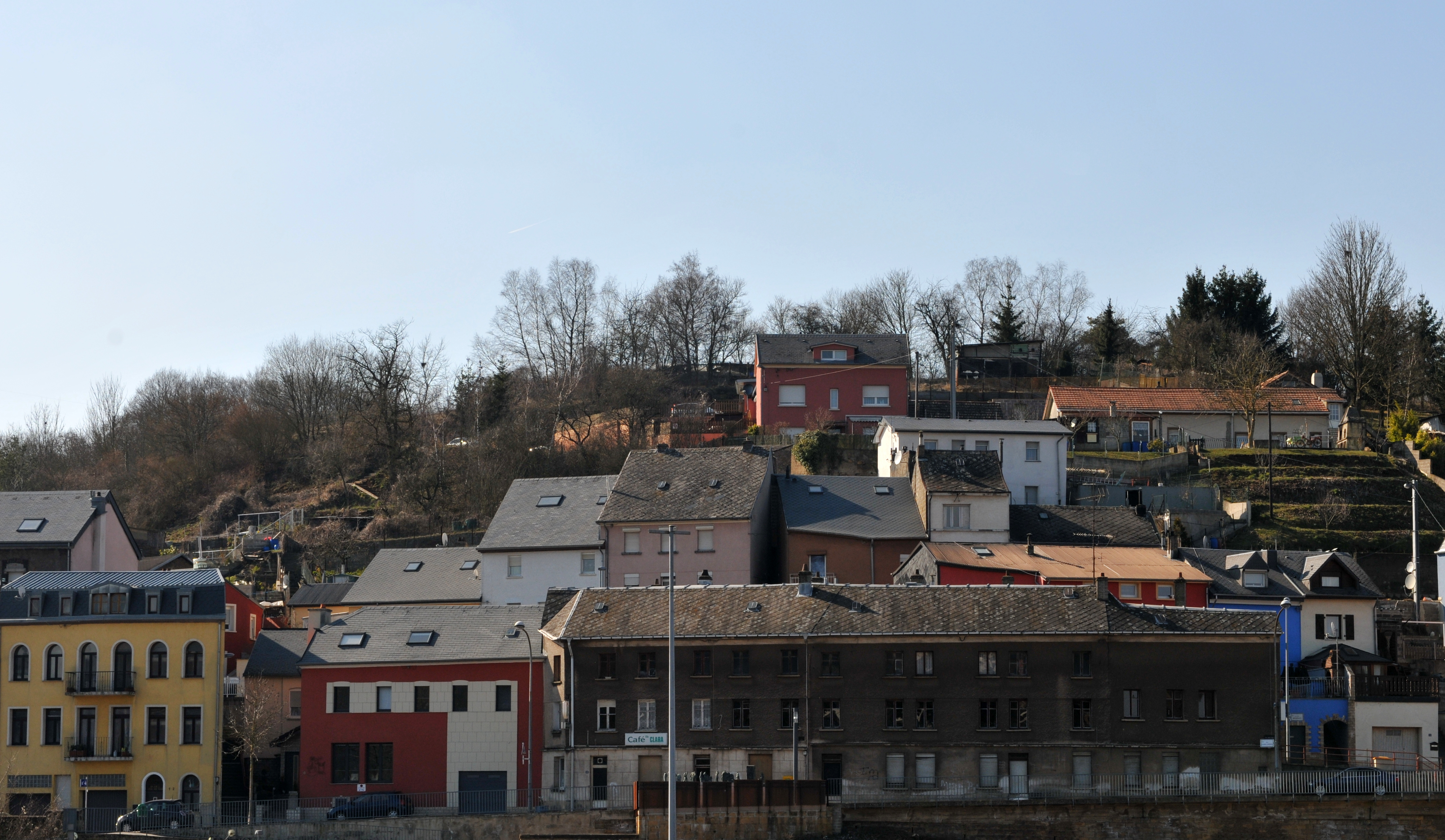
"Italien" (2013)

Das Quartier italien ist ein Wohnviertel im Stadtteil Brucheschdall der luxemburgischen Stadt Düdelingen.
Im Quartier italien wohnen bis heute viele Menschen, die nicht über die luxemburgische Staatsangehörigkeit verfügen. Das Viertel wurde "italienisches Viertel" oder "Klein-Italien" genannt, da sich dort vor etwa 50 bis 60 Jahren in großer Zahl Italiener angesiedelt hatten. Die meisten von ihnen waren nach Luxemburg gekommen, um in der Stahlindustrie (ARBED) zu arbeiten.
In dem kleinen Stadtteil befinden sich einige Cafés, Restaurants sowie eine Schule. Heute wohnen hier mehrheitlich Portugiesen.
Louis Rech, von 1985 bis 1993 Bürgermeister von Düdelingen, kam mit seinen Eltern aus Italien und ist hier aufgewachsen.